# 梅山遠環蚓
梅山遠環蚓（学名：Amynthas meishanensis）为巨蚓科遠環蚓屬下的一个种。